# Старое еврейское кладбище (Фельберт-Невигес)
Старое еврейское кладбище расположено в административном районе Невигес города Фельберт (Северный Рейн-Вестфалия, Германия). Оно охраняется законом как памятник истории и культуры по дороге Цвингенбергер (Zwingenberger Weg).

## История
На территориях, принадлежавших господскому дому Харденберг у Невигеса в 1804 году проживало 158 евреев, а собственно в Невигесе в 1849 году — 59. В 1880 году их осталось 44, а в 1932 году только 14 человек. Они относились к общине еврейской синагоги в Эльберфельде, вошедшей в состав города Вупперталь в 1932 году. Молельня была построена в конце XVIII века, но к началу XX века обветшала настолько, что в 1929 году была снесена. Кладбище, называвшееся «Ам Кюлендаль» (am Kuhlendahl) было устроено в 1791 году и использовалось для захоронений до 1929 года. На нём также до 1810 года хоронили евреев из Эльберфельда (ныне часть Вупперталя). Расширения кладбищенской территории производились в 1844, 1859 и 1887 годах. В настоящее время на нём сохранилось и охраняется 23 надгробных камня.

## Православноезахоронение
На этом кладбище в годы Второй Мировой войны производились захоронения как скончавшихся в плену советских военнопленных, так и угнанных на принудительные работы в Германии (1942-1945 гг). Об этом свидетельствуют как две надгробные плиты с десятками имён пострадавших, так и мемориальный камень с православным крестом, установленный в изголовье надгробных плит.

## Уход за кладбищем
Стараниями местных властей старое еврейское кладбище с православным захоронением поддерживается в идеальном порядке, но свободный вход ограничен и двери открываются только по необходимости. Для туристов возможен только внешний осмотр.